# Bampton (Devon)
Bampton – miasto w Anglii, w hrabstwie Devon, w dystrykcie Mid Devon. Znajduje się 30 km na północ od miasta Exeter i 241 km na zachód od Londynu. W 2001 miasto liczyło 1598 mieszkańców.